# Marxophone
Il marxophone è uno strumento musicale simile alla cetra da tavolo senza tasti suonata tramite un sistema di martelli metallici. Fu inventato da Henry Charles Marx (1875-1947) e commercializzato all'inizio del XX secolo nel Michigan, Stati Uniti.

## Descrizione
È dotato di due ottave di corde a doppia melodia nella tonalità di Do maggiore e quattro serie di corde di accordi (Do maggiore, Sol maggiore, Fa maggiore e Re7). Suonando un po' come un mandolino, il timbro del marxophone ricorda anche vari tipi di hammered dulcimers. Il suonatore in genere suona gli accordi con la mano sinistra. La mano destra suona le corde della melodia premendo le strisce di acciaio a molla che tengono piccoli martelli di piombo sulle corde. Una breve percussione su una striscia di metallo fa rimbalzare il martello su una coppia di corde per produrre una singola nota. Tenendo premuta la striscia, il martello rimbalza sulle doppie corde, producendo un tremolo simile a un mandolino. La frequenza di rimbalzo è in qualche modo fissa, poiché si basa sulla lunghezza della striscia di acciaio per molle, sul peso del martello e sulla tensione delle corde, ma un musicista può aumentare leggermente la velocità premendo più in alto sulla striscia, spostando efficacemente il suo punto di articolazione più vicino al martello di piombo. Gli spartiti codificati numericamente preparati appositamente per il marxophone indicano quando e in quale ordine suonare la melodia e gli archi. Questo tipo di musica, simile alla tablatura, è stata prodotta per coloro che non sapevano leggere la notazione standard. Un pezzo di metallo rettangolare fornisce un backstop per i martelli in acciaio per molle, mostra il nome marxophone e il numero di brevetto e ha clip che contengono spartiti. Contrassegna anche i 15 tasti per lettera (C, D, ecc.), Per numero (1-15) e in notazione musicale standard. Quando lo strumento viene spostato o riposto, il rettangolo di metallo si piega verso il basso, tenendo i tasti contro le corde, in modo che il marxophone possa entrare nella sua custodia, che ha le dimensioni di una grande valigetta.

## Curiosità
Nella scena rock è stato utilizzato da Ray Manzarek nella canzone del primo album dei Doors  Alabama Song (Whisky Bar), cover dell'originale di Kurt Weill e Bertolt Brecht.